# Cantone di La Guerche-de-Bretagne
Il Cantone di La Guerche-de-Bretagne è una divisione amministrativa dell'arrondissement di Fougères-Vitré.
A seguito della riforma approvata con decreto del 18 febbraio 2014, che ha avuto attuazione dopo le elezioni dipartimentali del 2015, è passato da 12 a 31 comuni.

## Composizione
I 12 comuni facenti parte prima della riforma del 2014 erano:
- Availles-sur-Seiche
- Bais
- Chelun
- Drouges
- Eancé
- La Guerche-de-Bretagne
- Moulins
- Moussé
- Moutiers
- Rannée
- La Selle-Guerchaise
- Visseiche

Dal 2015 i comuni appartenenti al cantone sono i seguenti 31:
- Arbrissel
- Argentré-du-Plessis
- Availles-sur-Seiche
- Bais
- Brielles
- Chelun
- Coësmes
- Domalain
- Drouges
- Eancé
- Essé
- Étrelles
- Forges-la-Forêt
- Gennes-sur-Seiche
- La Guerche-de-Bretagne
- Marcillé-Robert
- Martigné-Ferchaud
- Moulins
- Moussé
- Moutiers
- Le Pertre
- Rannée
- Retiers
- Saint-Germain-du-Pinel
- Sainte-Colombe
- La Selle-Guerchaise
- Le Theil-de-Bretagne
- Thourie
- Torcé
- Vergéal
- Visseiche